# Pegeias
As pegeias (em grego:  Πηγαῖαι, Pêgaiai), na mitologia grega, são náiades que habitam as nascentes dos rios.
As Pegéias habitavam as nascentes dos rios. Um grupo delas foi responsável pelo rapto de Hilas. Quando os Argonautas fizeram uma escala na Mísia, Hilas se afastou para procurar água e não voltou.